# Прохозешти (Бакау)
Прохозешти (рум. Prohozești) насеље је у Румунији у округу Бакау у општини Подури. Oпштина се налази на надморској висини од 434 m.

## Становништво
Према подацима из 2002. године у насељу је живело 1295 становника, од којих су сви румунске националности.